# 額田駅 (茨城県)
額田駅（ぬかだえき）は、茨城県那珂市額田南郷字天神小屋にある、東日本旅客鉄道（JR東日本）水郡線（支線）の駅である。

## 歴史
- 1897年（明治30年）11月16日：太田鉄道の駅として開業[2]。
- 1901年（明治34年）10月21日：太田鉄道が水戸鉄道（2代）に営業譲渡。
- 1927年（昭和2年）12月1日：水戸鉄道が国有化[2]。国有鉄道の駅となる。
- 1962年（昭和37年）11月20日：貨物扱い廃止[2]。
- 1970年（昭和45年）
  - 10月1日：荷物扱い廃止[2][3]。駅員無配置駅となる[4]。
  - 10月20日：乗車券発売が個人商店への簡易委託となる[5][6]。
- 1975年（昭和50年）10月：駅長事務室と休憩室を撤去し、駅舎を改装[7]。
- 1987年（昭和62年）4月1日：国鉄分割民営化により、JR東日本の駅となる[2]。
- 1992年（平成4年）8月1日：乗車券発売の委託が解除される。

かつて台地下を流れる久慈川からの川砂利を同駅から貨車輸送していた時期があり、台地の上下間の砂利の運搬にインクラインを使用したとの話がある。当駅河合方に架かる歩道橋の北側に、1線分の区画が残っているが、これがインクラインの名残と言われている。

## 駅構造
単式ホーム1面1線を有する地上駅である。上菅谷駅管理の無人駅で、ホーム中程に小さな待合所がある。

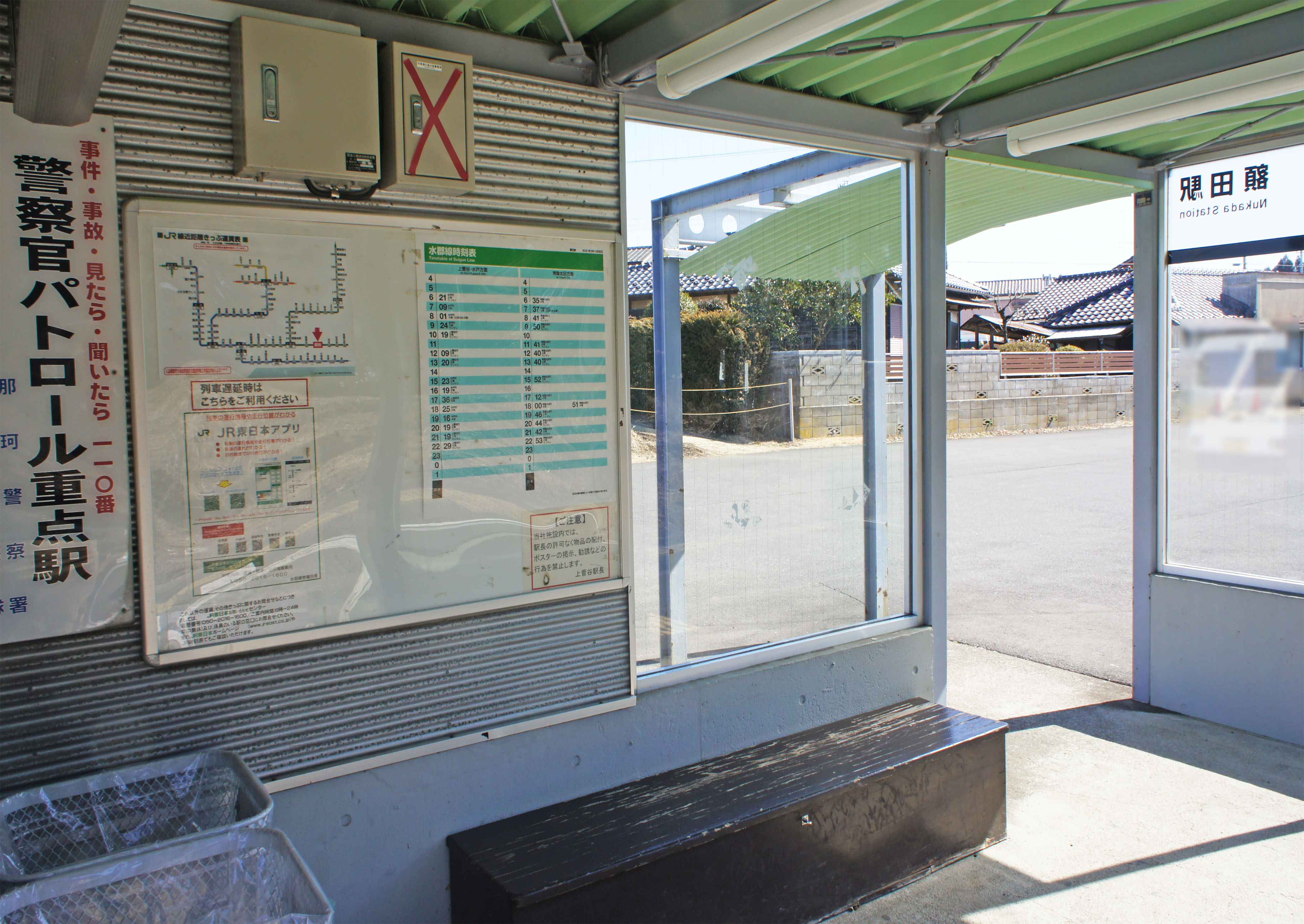
待合所内（2022年2月）
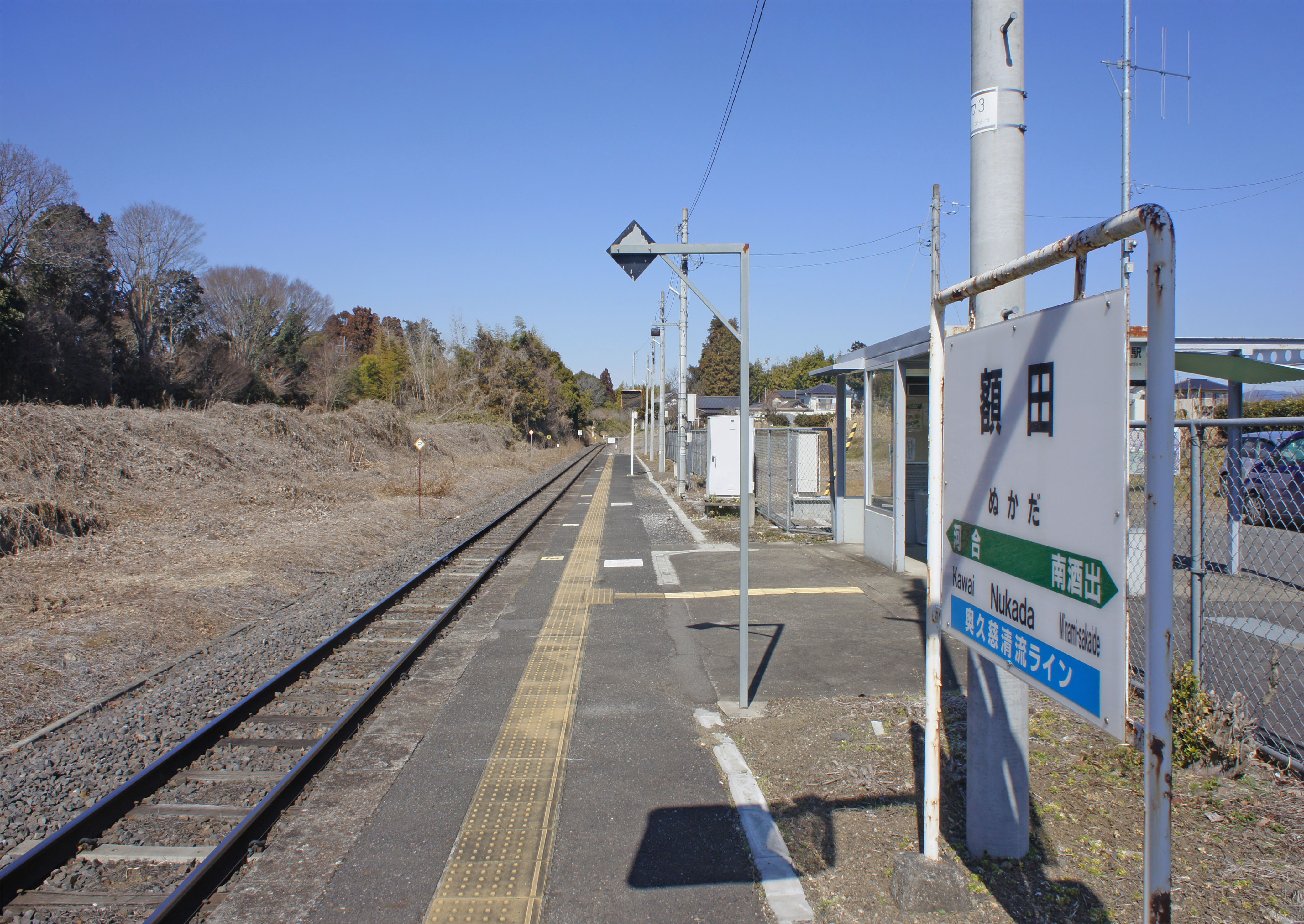
ホーム（2022年2月）

## 駅周辺
- 国道349号
- 額田郵便局
- 久慈川

## 隣の駅
東日本旅客鉄道（JR東日本）
■水郡線（支線）
南酒出駅 - 額田駅 - 河合駅